# Oblast de Tver
O oblast de Tver é uma divisão federal da Federação da Rússia. O seu centro administrativo é a cidade de Tver. Tem uma área de 84 100 km², e uma população de 1 353 392 habitantes (de acordo com o censo populacional de 2010).